# مطار تشيناي الدولي

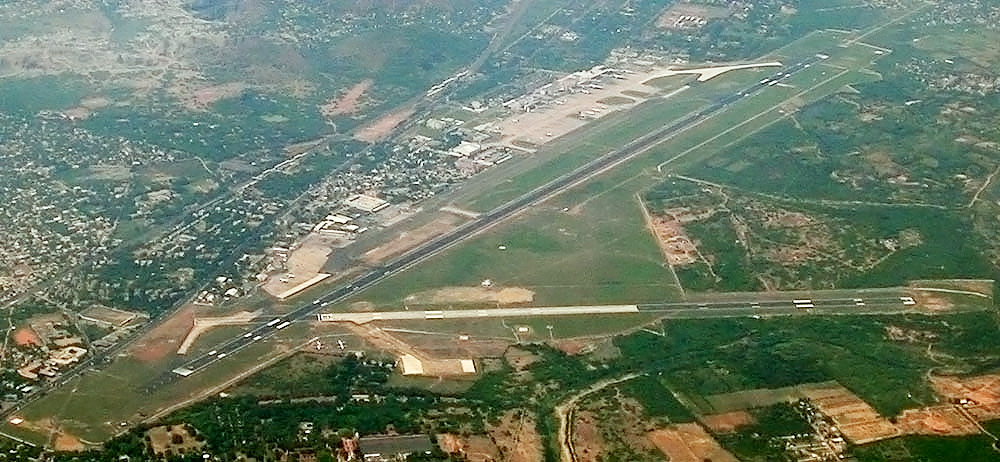
مطار تشيناي الدولي

مطار تشيناي الدولي (إياتا: MAA، إيكاو: VOMM)(بالإنجليزية: Chennai International Airport) هو مطار يبعد عن مدينة تشيناي في الهند 7 كيلومتر. كان أيضًا المطار رقم 49 الأكثر ازدحامًا في آسيا في عام 2018 مما يجعله أحد المطارات الرئيسية الأربعة في الهند ضمن قائمة أفضل 50 مطارًا لعام 2018. في السنة المالية 2022-23، تعامل المطار مع أكثر من 18 مليون مسافر.

## شركات الطيران والوجهات

### الركاب
| شركـات طيـران                     | الوجهات |
| --------------------------------- | --- |
| العربية للطيران                   | مطار أبو ظبي الدولي، مطار الشارقة الدولي |
| طيران آسيا                        | مطار كوالالمبور الدولي |
| الخطوط الجوية الفرنسية            | مطار باريس شارل ديغول |
| طيران الهند                       | مطار كيمبيغودا الدولي، مطار كويمباتور الدولي، مطار باندارنيك الدولي، مطار أنديرا غاندي الدولي، مطار دبي الدولي، مطار نيتاجي سوبهاس شاندرا بوس الدولي، مطار الكويت الدولي، مطار مدورئي الدولي ‏، مطار تشاتراباتي شيفاجي الدولي، Port Blair ‏، مطار شانغي سنغافورة |
| طيران الهند إكسبريس               | مطار شانغي سنغافورة |
| طيران أسيا الهند                  | مطار كيمبيغودا الدولي، Guwahati، مطار راجيف غاندي الدولي، مطار تشاتراباتي شيفاجي الدولي |
| Akasa Air                         | مطار كيمبيغودا الدولي، مطار تشاتراباتي شيفاجي الدولي |
| Alliance Air ‏                     | مطار راجيف غاندي الدولي، Jaffna، مطار مايسور ‏ |
| Batik Air                         | مطار كوالالمبور الدولي (تستأنف 24 أغسطس 2023)، مطار كوالانامو الدولي (تبدأ في 11 أغسطس 2023) |
| الخطوط الجوية البريطانية          | مطار لندن هيثرو |
| طيران الإمارات                    | مطار دبي الدولي |
| الخطوط الجوية الإثيوبية           | مطار أديس أبابا بولي الدولي |
| الاتحاد للطيران                   | مطار أبو ظبي الدولي |
| FitsAir                           | مطار باندارنيك الدولي |
| فلاي دبي                          | مطار دبي الدولي |
| طيران الخليج                      | مطار البحرين الدولي |
| خطوط إنديقو                       | مطار أبو ظبي الدولي، مطار أجارتالا ‏، مطار سردار فالابهبهاي باتل الدولي، مطار باجدوجرا، مطار كيمبيغودا الدولي، Bhubaneswar، Chandigarh، مطار كويمباتور الدولي، مطار باندارنيك الدولي، مطار الملك فهد الدولي، مطار أنديرا غاندي الدولي، مطار شاه جلال الدولي، مطار حمد الدولي، مطار دبي الدولي، مطار نذر الإسلام ‏، مطار غوا الدولي، Goa–Mopa، Guwahati، مطار هوبلي، مطار راجيف غاندي الدولي، Indore، مطار جايبور الدولي، مطار جودبور ‏، Kadapa، Kannur، مطار كوتشين، مطار نيتاجي سوبهاس شاندرا بوس الدولي، مطار كاليكوت الدولي، مطار كوالالمبور الدولي، مطار كرنول ‏، مطار الكويت الدولي، مطار تشودري تشاران سينغ، مطار مدورئي الدولي ‏، مطار مانغلور الدولي ‏، مطار تشاتراباتي شيفاجي الدولي، مطار مسقط الدولي، مطار مايسور ‏، مطار د. باباساحب أمبدكار الدولي، Patna، Port Blair ‏، مطار بوني الدولي، مطار سوامي فيفي كاناندا ‏، مطار راجا ماهندري ‏، Ranchi، مطار سرينغر ‏، Shirdi، مطار شانغي سنغافورة، مطار سورت ‏، مطار تريفاندروم الدولي، مطار تيروتشيرابالي الدولي، Tuticorin، مطار فادودارا ‏، مطار لال بهادور شاستري الدولي، مطار فيجاياوادا ‏، مطار فشاكاباتنم ‏ |
| طيران الجزيرة                     | مطار الكويت الدولي |
| الخطوط الجوية الكويتية            | مطار الكويت الدولي |
| لوفتهانزا                         | مطار فرانكفورت |
| الخطوط الجوية الماليزية           | مطار كوالالمبور الدولي |
| Myanmar Airways International     | Yangon |
| الطيران العماني                   | مطار مسقط الدولي |
| الخطوط الجوية القطرية             | مطار حمد الدولي |
| الخطوط الجوية السنغافورية         | مطار شانغي سنغافورة |
| سبايس جيت                         | مطار باجدوجرا، مطار نذر الإسلام ‏، مطار تشاتراباتي شيفاجي الدولي، Port Blair ‏، Shirdi |
| الخطوط الجوية السريلانكية         | مطار باندارنيك الدولي |
| طيران آسيا (تايلاند)              | مطار دون موينغ |
| الخطوط الجوية الدولية التايلاندية | مطار سوفارنابومي الدولي |
| يو إس بنغلا للطيران               | مطار شاه جلال الدولي |
| فيستارا                           | مطار أنديرا غاندي الدولي، مطار تشاتراباتي شيفاجي الدولي |

### الشحن
| شركـات طيـران                            | الوجهات |
| ---------------------------------------- | --- |
| Blue Dart Aviation                       | مطار كيمبيغودا الدولي، مطار راجيف غاندي الدولي |
| كاثي باسيفيك                             | مطار كيمبيغودا الدولي، مطار هونغ كونغ الدولي |
| الخطوط الجوية الإثيوبية                  | مطار أديس أبابا بولي الدولي، مطار هونغ كونغ الدولي |
| الاتحاد للطيران                          | مطار أبو ظبي الدولي، مطار شانغهاي بودنغ الدولي |
| خطوط إنديقو                              | مطار نيتاجي سوبهاس شاندرا بوس الدولي |
| خطوط هونغ كونغ الجوية                    | مطار هونغ كونغ الدولي، مطار باندارنيك الدولي |
| لوفتهانزا للشحن                          | مطار فرانكفورت |
| MASkargo                                 | مطار كوالالمبور الدولي |
| الخطوط الجوية الوطنية (الولايات المتحدة) | مطار شيكاغو روكفورد الدولي، مطار ميونخ الدولي |
| الخطوط الجوية القطرية                    | مطار حمد الدولي |
| خطوط سيتشوان الجوية                      | مطار تشنغدو شوانغليو الدولي، مطار تشونغتشينغ جيانغبى الدولي |
| Singapore Airlines Cargo                 | مطار سخيبول أمستردام، مطار شانغي سنغافورة |
| سبايس جيت                                | مطار أنديرا غاندي الدولي، مطار راجيف غاندي الدولي، مطار نيتاجي سوبهاس شاندرا بوس الدولي، مطار تشاتراباتي شيفاجي الدولي، مطار شانغي سنغافورة، مطار سورت ‏، مطار فشاكاباتنم ‏ |
| YTO Cargo Airlines                       | مطار كونمينغ جانغشوي الدولي |
| الخطوط الجوية التركية                    | مطار باندارنيك الدولي، مطار آل مكتوم الدولي، مطار إسطنبول الدولي |